# جنای کروک
جنای کروک (به انگلیسی: Janae Kroc) با نام سابق متیو ریموند کروکزالسکی (به انگلیسی: Matthew Raymond Kroczaleski) (زاده ۸ دسامبر ۱۹۷۲) یک وزنه‌برداری قدرتی، بدن‌ساز، داروساز و مدل آمریکایی است.
او یک زن ترنس است. او در دسامبر ۲۰۱۵ آشکارسازی کرد.